# Ettore Fieramosca (romanzo)
Ettore Fieramosca o la disfida di Barletta è un romanzo storico di Massimo d'Azeglio, pubblicato nel 1833.

## Storia editoriale
D'Azeglio ebbe l'idea per un romanzo storico sui fatti della disfida di Barletta nel 1830 mentre dipingeva, a Torino, un omonimo quadro sul leggendario scontro tra francesi e italiani. Lesse i primi brani dell'opera al cugino Cesare Balbo, ottenendo l'incoraggiamento a continuare. 
Proseguì la scrittura del romanzo durante il suo soggiorno a Milano, iniziato nello stesso anno, nella convinzione che le iniziative della Giovine Italia o di altre organizzazioni indipendentiste non fossero adeguate a mobilitare il popolo italiano contro l'Austria, e che la cultura e l'arte, al contrario, potessero contribuire a formare una coscienza nazionale italiana attraverso l'esaltazione di episodi di orgoglio nazionale quale appunto, ad esempio, la disfida di Barletta. 
In quell'anno, infatti, d'Azeglio espose a Brera una serie di quadri con soggetti patriottici, tra cui il già citato La disfida di Barletta e La battaglia di Legnano. Durante la sua stesura, l'autore fece leggere la bozza del romanzo all'amico Tommaso Grossi e al suocero Alessandro Manzoni, ottenendo da entrambi un giudizio positivo; forte di tali incoraggiamenti, una volta terminata l'opera, d'Azeglio la fece stampare presso una tipografia di via San Pietro all'Orto, gestita da un giacobino di nome Ferrario. 
La vendita della prima edizione andò abbastanza bene, garantendo all'autore un primo guadagno di 5000 franchi, oltre al compenso dovuto alla stamperia. Nei mesi successivi il romanzo ebbe un enorme successo, tanto che alcuni giornali insinuarono che si trattasse di opera del Manzoni, e ne furono pubblicate altre ristampe.
Il romanzo dovette essere sottoposto al giudizio preventivo della censura: l'incarico fu affidato da un religioso, l'abate Bellisomi, che non capì l'intento patriottico dello scritto e ne autorizzò la pubblicazione senza richiederne revisioni. Il governo austriaco, al contrario, ebbe da ridire sul tema del romanzo e su molti passaggi esplicitamente indipendentisti, ma era troppo tardi: il libro era oramai diffusissimo. Inutile fu la difesa del censore («Si tratta di un documento storico, e come volete proibirlo?»), che fu rimosso dall'incarico.

## Opere derivate

### Teatro
- Massimo d'Azeglio scrisse Ettore Fieramosca ovvero la disfida di Barletta: dramma in cinque atti; tratto dal romanzo storico. Il lavoro venne pubblicato postumo da C. Barbini, a Milano nel 1869.[2]

### Cinema
- Ettore Fieramosca, film del 1909 diretto da Ernesto Maria Pasquali;[3]
- Ettore Fieramosca, film del 1915 diretto da Domenico Gaido e Umberto Paradisi, con Nello Carotenuto, Giovanni Cimara, Laura Darville;[4]
- Ettore Fieramosca, film del 1938 diretto da Alessandro Blasetti, con Gino Cervi, Mario Ferrari, Elisa Cegani;[5]
- Il soldato di ventura, film del 1976 diretto da Pasquale Festa Campanile, con Bud Spencer, Enzo Cannavale, Philippe Leroy.

### Melodramma
- Ettore Fieramosca, o, La disfida di Barletta: dramma lirico in quattro atti (1883), su libretto di Enrico Correnti, musica di Giovanni Benacchio;[6]
- Ettore Fieramosca (1921), melodramma in quattro atti su libretto di Edoardo Augusto Berta, musica di Carlo Adolfo Cantù;[7]

### Fumetti
- La disfida di Paperetta, parodia a fumetti con i personaggi Disney realizzata da Giulio Chierchini e pubblicata in due parti su Topolino nn. 1403-1404 del 17 e 24 ottobre 1982.[8][9]

## Edizioni
- Massimo d'Azeglio, Ettore Fieramosca o la disfida di Barletta, 1ª ed., Milano, Ferrario, 1833.
- Ettore Fieramosca o La disfida di Barletta: racconto 1, di Massimo D'Azeglio, Lugano, Libreria Italiana e Straniera, 1833
- Ettore Fieramosca o La disfida di Barletta: racconto 2, di Massimo D'Azeglio, Lugano, Libreria Italiana e Straniera, 1833
- Ettore Fieramosca o La disfida di Barletta, racconto di Massimo d'Azeglio, Napoli, Raffaele Pierro, 1833
- Massimo d'Azeglio, Ettore Fieramosca o La disfida di Barletta: racconto, Torino, G. Pomba, 1833
- Ettore Fieramosca o La disfida di Barletta: racconto, di Massimo d'Azeglio, Milano, per Vincenzo Ferrario, 1833
- Ettore Fieramosca, ossia, La disfida di Barletta: racconto, di Massimo d'Azeglio, Firenze, per Luigi Pezzati, 1833
- Ettore Fieramosca, o la Disifda di Barletta, racconto di Massimo D'Azeglio, Parigi, Baudry, 1835
- Ettore Fieramosca o la disfida di Barletta: racconto, [Di] Massimo D'Azeglio, Brussele, Società Meline Cans e compagni, 1837
- Ettore Fieramosca, o La disfida di Barletta: racconto, di Massimo d'Azeglio, a spese dell'editore, Bastia, 1839
- Ettore Fieramosca, o La disfida di Barletta, di Massimo d'Azeglio; edizione ornata di 200 disegni originali di I. de Moraine intercalati nel testo, Torino, Stabilimento tipografico Fontana, 1842
- Massimo : d'Azeglio, Ettore Fieramosca o la disfida di Barletta, Livorno, La Calliope, 1845
- Ettore Fieramosca ossia la disfida di Barletta, di Massimo D'Azeglio, Firenze, Felice Le Monnier, 1850
- Massimo d'Azeglio, Ettore Fieramosca o la disfida di Barletta, a spese degli editori, Losanna, 1862
- Massimo d'Azeglio, Ettore Fieramosca ossia La disfida di Barletta, colla vita dell'autore scritta da Pietro Fanfani ed illustrata espressamente dal cav. N. Sanesi, Milano, Carrara, 1865
- Massimo d'Azeglio, Ettore Fieramosca ossia La disfida di Barletta, aggiuntovi la vita dell'autore, Milano, Francesco Pagnoni, 1874
- Massimo D'Azeglio, Ettore Fieramosca, ossia La disfida di Barletta, Milano, Sonzogno, 1874
- Massimo d'Azeglio, Ettore Fieramosca ossia La disfida di Barletta, con illustrazioni di Quinto Cenni, Milano, Ferdinando Garbini, 1882
- Massimo D'Azeglio, Ettore Fieramosca, o La disfida di Barletta: racconto storico, Firenze, Adriano Salani, 1882
- Massimo d'Azeglio, Ettore Fieramosca ossia La disfida di Barletta, Livorno, Giusti, 1885
- Massimo d'Azeglio, Ettore Fieramosca ossia La disfida di Barletta, Roma, Tip. editr. fratelli Centenari, 1885
- (DE) Massimo d'Azeglio, Ettore Fieramosca, ossia La disfida di Barletta, In Auszügen mit Anmerkungen zum Schul und Privatgebrauch herausgegeben von C. Th. Lion, Leipzig, Baumgärtner, 1886
- Massimo d'Azeglio, Ettore Fieramosca, o La disfida di Barletta, illustrata artisticamente da 19 disegni di Leonida Edel, Roma, Perino, 1889
- Massimo d'Azeglio, Ettore Fieramosca, ossia la disfida di Barletta, preceduto da uno studio biografico di Eugenio Camerini, Milano, Fratelli Treves Tip. Edit., 1890